# گیلاد جافت
گیلاد جافت یا جیلاد جافت(عبری: גלעד יפת‎) (متولد ۱۹ دسامبر ۱۹۶۹) یک کارآفرین، متخصص امنیت سایبری، و تبارشناس اسرائیلی است. وی بنیانگذار و مدیرعامل مای‌هریتج است، یک شرکت اسرائیلی با تکنولوژی پیشرفته که بستری را برای حفظ تاریخ خانواده و ایجاد شاخه‌های خانوادگی ایجاد کرده‌است. این شرکت آزمایش دی‌ان‌ای نیز ارائه می‌دهد.

## زندگی‌نامه
گیلاد جافت در اورشلیم متولد شد. گیلاد جافت فرزند گیدئون جافت، وکیل، و سارا جافت، که به پاس قدردانی از سهم خود در مطالعات کتاب مقدس ، برنده جایزه اسرائیل در سال ۲۰۰۴ شد، است جافت سه خواهر دارد. خواهرش شلومیت جافت-بیالیک نویسنده مجموعه راهنمای سفر، که «خانواده مسافر» نام دارد، است. این خانواده مستقیماً از یک نژاد خاخام برجسته تبار، از جمله الکساندر سوسکیند از گرودنو، و بنیامین دیسکین هستند.
پدربزرگ او، خایم جافت، عضو شورای ملی یهودی و معاون هنریتا زولد و یکی از پیشگامان کارهای اجتماعی در اسرائیل بود.
جافت در دبیرستان دانشگاه عبری در اورشلیم تحصیل کرد. در سال ۱۹۸۴، او با خانواده اش به آکسفورد در انگلیس نقل مکان کرد، جایی که مادرش یکی از ملاقات کنندگان بود.در آنجا جافت به رایانه‌های شخصی علاقه‌مند شد، رشته‌ای که در آن سال‌ها شتاب بیشتری می‌گرفت. در بازگشت به اسرائیل، وی یکی از اولین گروه‌های برنامه‌نویسی رایانه ای اسرائیل را در رایانه اسپکتروم تأسیس کرد و نام آن را «تیم اسرائیلی» گذاشت.
در ۱۹۸۸–۱۹۹۲، جافت در نیروهای دفاعی اسرائیل به عنوان افسر فناوری خدمت کرد. از سال ۱۹۹۲ تا ۱۹۹۶، وی مهندسی نرم‌افزار را در تخنیون تحصیل کرد لیسانس علوم رایانه خود را با بالاترین نمره به پایان رساند.
جافت متأهل و پدر سه فرزند است. امروز او در موشاو در بنی اتاروت در اسرائیل زندگی می‌کند.